# سوگند (فیلم ۱۹۹۷)
سوگند (به هندی: Shapath) فیلمی محصول سال ۱۹۹۷ و به کارگردانی راجیو بابار است. در این فیلم بازیگرانی همچون میتون چاکرابورتی، جکی شروف، هریش کومار، رامیا کریشنان، وینیتا، سلیم غوس، گلشن گروور، شاکتی کاپور، قادرخان، رانجیت ایفای نقش کرده‌اند.